# Клод Шулз
Клод Стенлі Шулз (англ. Claude Stanley Choules, ˈʃuːlz; 3 березня 1901, Першор — 5 травня 2011, Перт) — був останнім у світі живим ветераном Першої світової війни, а також був останнім живим свідком самозатоплення німецького флоту в Скапа-Флоу. Він був останнім ветераном, що вцілів у обох світових війнах, а також останнім моряком Першої світової війни. На момент своєї смерті він був третім за віком відомим ветераном бойових дій, а також найстаршим чоловіком Австралії (сьомим у світі). Клод був найстаршим чоловіком, що народився у Великій Британії, з часу смерті Стенлі Лукаса 21 червня 2010.
Помер у Перті, Західна Австралія, у віці 110 років. 20 травня 2011 року його поховали у Фрімантлі, Західна Австралія.

## Виноски
1. 1 2  Find a Grave — 1996.
2. ↑  http://www.abc.net.au/news/stories/2011/05/05/3208495.htm
3. ↑  Last known World War I combat veteran dies. Архів оригіналу за 5 червня 2012. Процитовано 27 травня 2011.